# 紧密连接
紧密连接（英語：Tight junction），又称閉鎖小帶（Zonula occludens）、封闭小带，是细胞膜共同构成一个事实上液体无法穿透的屏障的两个细胞间紧密相连的区域。它是一类只在脊椎动物中出现的细胞连接复合物。在无脊椎动物中，相应的连接为间壁连接。

## 结构
紧密连接由分支状封闭索网络组成，每条封闭索独立于其他封闭索作用。因而，紧密连接防止离子通过的能力随封闭索的数目指数式增长。
每条封闭索由一列嵌入两个原生质膜的跨膜蛋白构成，蛋白的胞外结构域使其彼此间一个个直接相联。
尽管还有其他蛋白存在，两种主要类型的蛋白是密封蛋白和闭合蛋白。它们与位于细胞膜内侧的不同的把封闭索锚定到肌动蛋白细胞骨架的外周膜蛋白相联。因此，紧密连接连起了相邻细胞的细胞骨架。

## 功能
閉鎖小帶能將兩個細胞緊密連接在一起，進而阻止細菌、大分子物質通過細胞間隙進入結締組織。此外，該結構還能阻止組織液的外滲。

## 分类
依紧密连接防止水和溶液移动的能力分类，上皮被分为‘紧密的’和‘渗漏的’：
- 紧密上皮具有防止大多数细胞间移动的紧密连接。例如肾脏中肾元的远曲小管和集尿管。
- 渗漏上皮不具有紧密连接，或只有不太复杂的紧密连接。如肾近端小管，是十分具有渗漏性的上皮，只有两到三条连接封闭索且表现出不频繁的大裂缝中断。

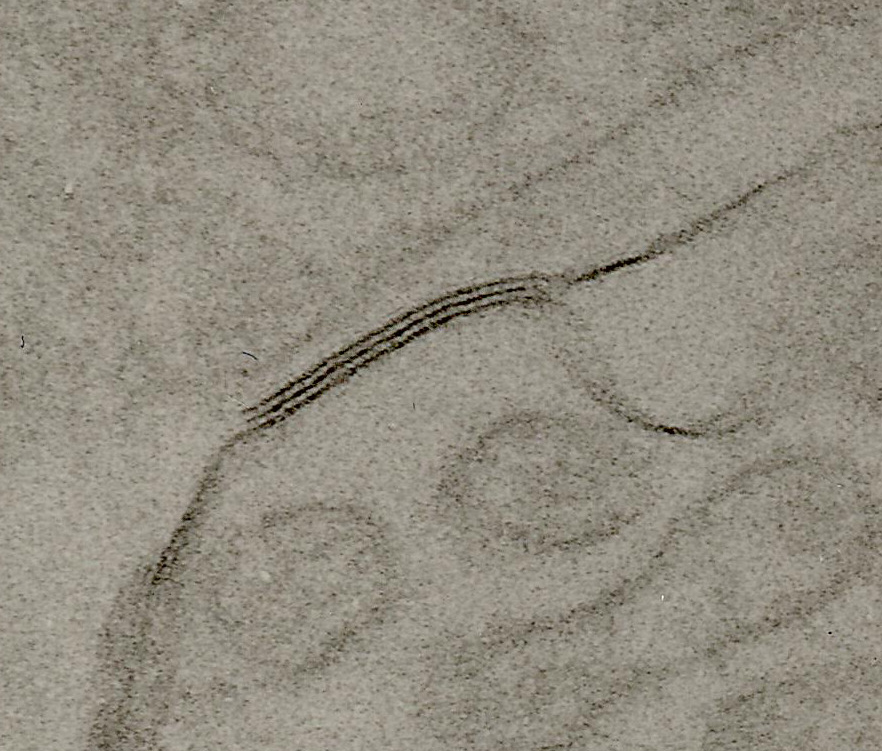
透射电子显微镜下约55,000倍，80kV，负染大鼠肾脏组织的近曲小管 的紧密连接。注意三条密度与蛋白复合物密度对应的暗线，和其间的与细胞间空间对应的明线。

## 外部連結
- An Overview of the Tight Junction at Zonapse.Net （页面存档备份，存于）
- Occludin in Focus at Zonapse.Net （页面存档备份，存于）
- 醫學主題詞表（MeSH）：Tight+Junctions
- Histology image: 20502loa – 波士顿大学的组织学学习系统